# 後藤晶
後藤 晶（ごとう あきら、1月12日 - ）は、日本の女性漫画家。北海道出身、東京都在住。代々木アニメーション学院卒業。主に成人向け漫画を中心に活動しているが、現在は青年誌などでも活動している。

## 来歴
1998年、『漫画ばんがいち』（コアマガジン）にて読み切り『朝にあなたと』でデビュー。SM・調教物を得意とする。代表作である『こどもの時間』『21時の女 〜ニュースキャスター・桂木美紀〜』はOVA化もされた。
2006年、『ヤングガンガン』（スクウェア・エニックス）にて『カノジョは官能小説家』で一般誌デビュー。
元々は「白泉社アテナ新人大賞」を受賞するなど、少女漫画を志向しており、絵柄などにその名残が見られる。2009年には『カグヤ』（新書館）にて初の少女漫画となる『キラキラ☆スウィートホーム』を発表した。

## 作品リスト

### 一般向け作品
- 『カノジョは官能小説家』 （2006年 - 2010年、スクウェア・エニックス『ヤングガンガン』連載、全6巻）
- 『キラキラ☆スウィートホーム』 （新書館『カグヤ』連載、〈SPADEコミックス〉、全1巻）
  1. 2011年4月26日発売[4]、ISBN 978-4-40362-106-2
- 『ワイルド・ハニー・ワールド』 （2012年 - 2013年、白泉社『ヤングアニマル』連載、全3巻）
- 『人間は愛でできている 石田衣良のスナック恋愛相談対決』 （集英社『ふんわりジャンプ』連載、〈ヤングジャンプコミックス〉、全1巻）
  1. 2017年5月19日発売[5]、ISBN 978-4-08890-680-5

### 成人向け作品
- 『EROTOMANIA 〜恋愛妄想〜』 （1999年10月発売、短編集、コアマガジン〈ホットミルクコミックス〉、ISBN 4-87734-300-8）
- 『こどもの時間』 （コアマガジン『コミックメガキューブ』連載、〈ホットミルクコミックス〉、全3巻）
  1. 2000年12月19日発売[6]、ISBN 4-87734-411-X
  2. 2002年5月10日発売[7]、ISBN 4-87734-541-8
  3. 2004年6月19日発売[8]、ISBN 4-87734-733-X
- 『21時の女 〜ニュースキャスター・桂木美紀〜』 （コアマガジン『うるるッ!』連載、〈ホットミルクコミックス〉、全2巻） 
  1. 2001年6月19日発売[9]、ISBN 4-87734-456-X
  2. 2003年8月19日発売[10]、ISBN 4-87734-653-8
- 『Sweet Sweet Sweet』 （2001年11月発売、短編集、コアマガジン〈ホットミルクコミックス〉、ISBN 4-87734-478-0）
- 『お嬢様とボク』 （2006年9月発売、短編集、フランス書院〈Xコミックス〉、ISBN 4-8296-7893-3）
- 『少女ロボット』 （2014年6月19日発売[11]、コアマガジン〈ホットミルクコミックス〉、全1巻、ISBN 978-4-86436-647-2）
- 『ネトラセ契約』 （『コミックシーモア』連載中、竹書房〈バンブーコミックス〉、既刊3巻、3巻は電子書籍のみ）
  1. 2016年3月2日発売[12]、ISBN 978-4-80195-491-5
  2. 2016年11月1日発売[13]、ISBN 978-4-80195-671-1
  3. 2020年11月7日発売[14]、ISBN 978-4-80197-127-1
- 『21時の女 ～カメラの前の牝犬～』 （『FANZA』、コアマガジン〈ホットミルクコミックス・メガストアコミックス〉、全2巻）
  1. 2015年8月31日発売[15]、ホットミルクコミックス、ISBN 978-4-86436-819-3
  2. 2019年10月31日発売[16]、メガストアコミックス、ISBN 978-4-86653-369-8

### その他
- 『マンガ家さんとアシスタントさんと』 （第4話エンドカード、2014年）